# Samuel Flamík
Samuel Flamík (* 26. května 1997, Malacky) je slovenský fotbalový záložník, od srpna 2011 působící v TJ Spartak Myjava.

## Klubová kariéra
Svou fotbalovou kariéru začal v ČSFA Malacky, odkud v průběhu mládeže zamířil do TJ Družstevník Unín. Následně odešel na hostování do FK TJ Kúty. Před sezonou 2010/11 zamířil hostovat do klubu TJ Spartak Myjava. V létě 2014 se propracoval do prvního mužstva a do týmu přestoupil.